# Lawrenceville (Illinois)
Lawrenceville es una ciudad ubicada en el condado de Lawrence en el estado estadounidense de Illinois. En el Censo de 2010 tenía una población de 4348 habitantes y una densidad poblacional de 764,82 personas por km².

## Geografía
Lawrenceville se encuentra ubicada en las coordenadas 38°43′35″N 87°41′15″O / 38.72639, -87.68750. Según la Oficina del Censo de los Estados Unidos, Lawrenceville tiene una superficie total de 5.69 km², de la cual 5.68 km² corresponden a tierra firme y (0%) 0 km² es agua.

## Demografía
Según el censo de 2010, había 4348 personas residiendo en Lawrenceville. La densidad de población era de 764,82 hab./km². De los 4348 habitantes, Lawrenceville estaba compuesto por el 96% blancos, el 1.49% eran afroamericanos, el 0.25% eran amerindios, el 0.3% eran asiáticos, el 0% eran isleños del Pacífico, el 0.53% eran de otras razas y el 1.43% pertenecían a dos o más razas. Del total de la población el 1.49% eran hispanos o latinos de cualquier raza.